# Paraletes
Paraletes es un género de arañas araneomorfas de la familia Linyphiidae. Se encuentra en Sudamérica.

## Lista de especies
Según The World Spider Catalog 12.0:
- Paraletes pogo Miller, 2007
- Paraletes timidus Millidge, 1991